# 米哈莱 (波蘭)
米哈莱（Michale）是一座位于波兰北部的村庄，行政上隸屬於庫亞維-濱海省的希維切縣管轄。该村庄位于德拉加茨Dragacz以南约3公里处，与西边的城镇希維切相距14公里，与南边的城市托伦相距51公里。